# Johannes de Fontana

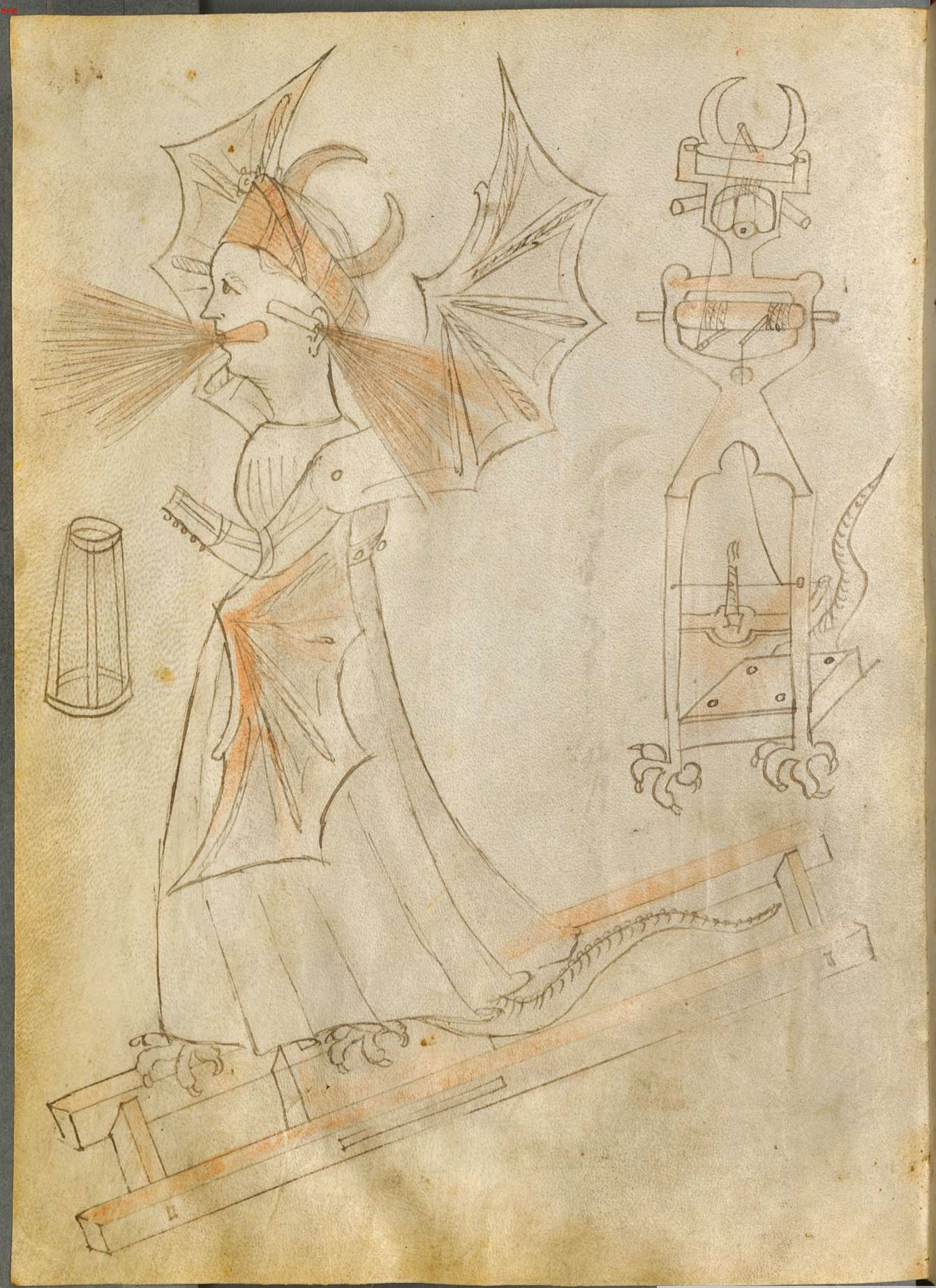
Feuerhexe aus Johannes de Fontanas Bellicorum instrumentorum liber, um 1420/30 (BSB München Cod. icon. 242)

Johannes de Fontana (auch Johannes Fontana, italienisch Giovanni Fontana, Giovanni da Fontana; * um 1395; † 1455 oder etwas später) war ein italienischer Mediziner und Autor des 15. Jahrhunderts. Er hat zahlreiche Traktate zu technisch-wissenschaftlichen Themen verfasst, von denen besonders bekannt der Bellicorum instrumentorum liber von etwa 1420/30 ist.

## Leben
Johannes de Fontana studierte an der Universität Padua nacheinander die Artes liberales und Medizin, die er 1418 und 1421 jeweils mit einer Doktorprüfung abschloss. Zu seinen Lehrern gehörten der Aristoteles-Kommentator Paulus Venetus (gest. 1429) und der Naturphilosoph Biagio Pelacani da Parma (gest. 1416). 
1421 übernahm Fontana im Auftrag des Dogen von Venedig eine diplomatische Mission zu dem Condottiere Francesco Bussone da Carmagnola. Aufenthalte in Rom und auf Kreta zu unbekannten Zeitpunkten werden von ihm erwähnt. In den 1430er Jahren arbeitete er eine Zeit lang als venezianischer Stadtarzt von Udine. Er starb 1455 oder später.

## Werke
Fontana hat 20 Werke verfasst, von denen sich zehn erhalten haben.
- Bellicorum instrumentorum liber, um 1430/30, Bayerische Staatsbibliothek, Cod. icon. 242
- Secretum de thesauro experimentorum ymaginationis hominum
- Della prospettiva

Fontana ist bekannt als Autor einer frühen Darstellung einer Laterna magica (Silhouettenprojektion), um 1420 datiert.
Giovanni da Fontana ist auch als Erfinder des Buchstabenschlosses (um 1420) bekannt.

## Ausgaben und Übersetzungen
- Horst Kranz (Hrsg.): Johannes Fontana: Opera iuvenalia de rotis horologiis et mensuris. Jugendwerke über Räder, Uhren und Messungen. Franz Steiner, Stuttgart 2011, ISBN 978-3-515-09909-7 (kritische Edition mit Übersetzung)
- Horst Kranz (Hrsg.): Johannes Fontana: Liber instrumentorum iconographicus. Ein illustriertes Maschinenbuch. Franz Steiner, Stuttgart 2014, ISBN 978-3-515-10660-3 (kritische Edition mit Übersetzung)
- Horst Kranz, Walter Oberschelp (Hrsg.): Mechanisches Memorieren und Chiffrieren um 1430. Johannes Fontanas Tractatus de instrumentis artis memorie. Franz Steiner, Stuttgart 2009, ISBN 978-3-515-09296-8 (kritische Edition mit Übersetzung, Einleitung und Untersuchung)